# Sommer-Universiade 2011/Wasserspringen
Bei der Sommer-Universiade 2011 in Shenzhen, China wurden vom 16. bis 22. August 2011 insgesamt zwölf Wettbewerbe im Wasserspringen ausgetragen, jeweils sechs für Männer und Frauen.
Die chinesischen Athleten dominierten die Wettkämpfe und gewannen elf der zwölf Titel sowie 15 von 18 möglichen Medaillen. Nur der Titel im Turmspringen der Frauen ging an die Mexikanerin Paola Espinosa. Insgesamt gewannen Athleten aus sieben Nationen Medaillen.

## Teilnehmer
Insgesamt nahmen 102 Wasserspringer an den Wettbewerben teil, 53 Männer und 49 Frauen. Es waren 23 verschiedene Nationen vertreten.
| Teilnehmende Nationen mit Anzahl der Athleten (Männer/Frauen)                             | Teilnehmende Nationen mit Anzahl der Athleten (Männer/Frauen)        | Teilnehmende Nationen mit Anzahl der Athleten (Männer/Frauen)                 | Teilnehmende Nationen mit Anzahl der Athleten (Männer/Frauen)         | Teilnehmende Nationen mit Anzahl der Athleten (Männer/Frauen)       |
| ----------------------------------------------------------------------------------------- | -------------------------------------------------------------------- | ----------------------------------------------------------------------------- | --------------------------------------------------------------------- | ------------------------------------------------------------------- |
| Brasilien (2/1) Volksrepublik China (8/7) Deutschland (2/2) Georgien (2/0) Hongkong (1/1) | Italien (2/2) Japan (3/1) Kolumbien (1/0) Macau (0/2) Malaysia (4/4) | Mexiko (4/3) Neuseeland (0/1) Nordkorea (2/3) Norwegen (1/1) Österreich (0/1) | Polen (1/0) Russland (5/5) Schweiz (2/0) Spanien (0/1) Südkorea (2/0) | Ukraine (5/5) Vereinigte Staaten (4/7) Vereinigtes Königreich (2/2) |

## Ergebnisse

### Männer

#### 1-Meter-Kunstspringen
| Platz | Athlet            | Land                | Punkte |
| ----- | ----------------- | ------------------- | ------ |
| 1     | Lin Jin           | Volksrepublik China | 487,00 |
| 2     | Sun Zhiyi         | Volksrepublik China | 460,20 |
| 3     | Illja Kwascha     | Ukraine             | 454,55 |
| 4     | Ilja Sacharow     | Russland            | 454,15 |
| 5     | Julián Sánchez    | Mexiko              | 433,10 |
| 6     | Aaron Fleshner    | Vereinigte Staaten  | 425,00 |
| 7     | Igor Koriakin     | Russland            | 417,40 |
| 8     | Andrzej Rzeszutek | Polen               | 390,10 |

Vorkampf, Halbfinale und Finale fanden am 19. August statt.

#### 3-Meter-Kunstspringen
| Platz | Athlet           | Land                | Punkte |
| ----- | ---------------- | ------------------- | ------ |
| 1     | He Chong         | Volksrepublik China | 539,30 |
| 2     | Julián Sánchez   | Mexiko              | 515,50 |
| 3     | Ilja Sacharow    | Russland            | 471,95 |
| 4     | Chi Kai          | Volksrepublik China | 441,80 |
| 5     | Bryan Lomas      | Malaysia            | 438,85 |
| 6     | Aaron Fleshner   | Vereinigte Staaten  | 438,35 |
| 7     | Illja Kwascha    | Ukraine             | 428,25 |
| 8     | Brandon Watson   | Vereinigte Staaten  | 408,20 |
| 9     | Oleksij Pryhorow | Ukraine             | 405,95 |
| 10    | Sho Sakai        | Japan               | 405,75 |
| 11    | Yu Okamoto       | Japan               | 396,30 |
| 12    | Park Ji-ho       | Südkorea            | 372,20 |

Vorkampf, Halbfinale und Finale fanden am 17. August statt.

#### 10-Meter-Turmspringen
| Platz | Athlet              | Land                | Punkte |
| ----- | ------------------- | ------------------- | ------ |
| 1     | Wu Jun              | Volksrepublik China | 537,00 |
| 2     | Wiktor Minibajew    | Russland            | 528,75 |
| 3     | Rommel Pacheco      | Mexiko              | 492,05 |
| 4     | Huo Liang           | Volksrepublik China | 488,30 |
| 5     | Olexandr Bondar     | Ukraine             | 487,75 |
| 6     | Bryan Lomas         | Malaysia            | 487,30 |
| 7     | Jonathan Ruvalcaba  | Mexiko              | 437,05 |
| 8     | Kostjantyn Miljajew | Ukraine             | 432,70 |
| 9     | Roman Ismailow      | Russland            | 432,45 |
| 10    | Yu Okamoto          | Japan               | 410,25 |
| 11    | Víctor Ortega       | Kolumbien           | 388,90 |
| 12    | Pardika Indoma Pamg | Malaysia            | 387,10 |

Vorkampf, Halbfinale und Finale fanden am 21. August statt.

#### 3-Meter-Synchronspringen
| Platz | Athleten                            | Land                | Punkte |
| ----- | ----------------------------------- | ------------------- | ------ |
| 1     | Qin Kai Lin Jin                     | Volksrepublik China | 419,07 |
| 2     | Rommel Pacheco Jonathan Ruvalcaba   | Mexiko              | 385,32 |
| 3     | Yu Okamoto Sho Sakai                | Japan               | 374,40 |
| 4     | Chola Chanturia Shota Korakhashvili | Georgien            | 371,67 |
| 5     | Kim Jin-yong Park Ji-ho             | Südkorea            | 370,02 |
| 6     | Roman Ismailow Igor Koriakin        | Russland            | 369,42 |
| 7     | Andrea Aloisio Quentin Stoudmann    | Schweiz             | 349,29 |
| 8     | Illja Kwascha Oleksij Pryhorow      | Ukraine             | 321,27 |
| 9     | Ahmad Amsyar Azman Muhammad Md Zain | Malaysia            | 300,03 |
|       | Aaron Fleshner Landon Marzullo      | Vereinigte Staaten  | DSQ    |

Das Finale fand am 16. August statt.

#### 10-Meter-Synchronspringen
| Platz | Athleten                           | Land                   | Punkte |
| ----- | ---------------------------------- | ---------------------- | ------ |
| 1     | Huo Liang Lin Yue                  | Volksrepublik China    | 474,69 |
| 2     | Wiktor Minibajew Ilja Sacharow     | Russland               | 453,42 |
| 3     | Rommel Pacheco Jonathan Ruvalcaba  | Mexiko                 | 421,50 |
| 4     | Kim Jin-yong Park Ji-ho            | Südkorea               | 399,36 |
| 5     | Olexandr Bondar Dmytro Meschenskyj | Ukraine                | 377,16 |
| 6     | Yu Okamoto Kazuki Murakami         | Japan                  | 375,57 |
| 7     | Kim Chon-man So Myong-hyok         | Nordkorea              | 364,56 |
| 8     | Jack Clewlow Joe Meszaros          | Vereinigtes Königreich | 335,10 |
| 9     | Daniel Cox Aaron Fleshner          | Vereinigte Staaten     | 315,93 |

Das Finale fand am 22. August statt.

#### Team
| Platz | Athleten                                                                              | Land                | Punkte  |
| ----- | ------------------------------------------------------------------------------------- | ------------------- | ------- |
| 1     | Sun Zhiyi Lin Jin He Chong Chi Kai Wu Jun Huo Liang Qin Kai Lin Yue                   | Volksrepublik China | 3718,46 |
| 2     | Illja Kwascha Dmytro Meschenskyj Oleksij Pryhorow Olexandr Bondar Kostjantyn Miljajew | Ukraine             | 3239,83 |
| 3     | Ilja Sacharow Igor Koriakin Wiktor Minibajew Roman Ismailow                           | Russland            | 3239,69 |
| 4     | Julián Sánchez Jahir Ocampo Rommel Pacheco Jonathan Ruvalcaba                         | Mexiko              | 3202,82 |
| 5     | Sho Sakai Yu Okamoto Kazuki Murakami                                                  | Japan               | 2684,17 |
| 6     | Ahmad Amsyar Azman Muhammad Md Zain Bryan Lomas Pardika Indoma Pamg                   | Malaysia            | 2533,38 |
| 7     | Aaron Fleshner Brandon Watson Daniel Cox Landon Marzullo                              | Vereinigte Staaten  | 2445,43 |
| 8     | Kim Jin-yong Park Ji-ho                                                               | Südkorea            | 2128,08 |
| 9     | Quentin Stoudmann Andrea Aloisio                                                      | Schweiz             | 1560,09 |
| 10    | Chola Chanturia Shota Korakhashvili                                                   | Georgien            | 1079,27 |

Für die Teamwertung zählten die zwei besten Ergebnisse jeder Mannschaft in den Vorkämpfen im 1-Meter- und 3-Meter-Kunstspringen sowie im 10-Meter-Turmspringen. Hinzu kamen die Finalergebnisse im 3-Meter- und 10-Meter-Synchronspringen. Die Wertung bestand somit aus acht Einzelergebnissen und die Gesamtwertung stand nach dem letzten Wettkampf am 22. August fest.

### Frauen

#### 1-Meter-Kunstspringen
| Platz | Athletin              | Land                | Punkte |
| ----- | --------------------- | ------------------- | ------ |
| 1     | Shi Tingmao           | Volksrepublik China | 320,65 |
| 2     | Kelci Bryant          | Vereinigte Staaten  | 304,00 |
| 3     | Chen Ye               | Volksrepublik China | 283,30 |
| 4     | Jun Hoong Cheong      | Malaysia            | 281,35 |
| 5     | Hanna Pysmenska       | Ukraine             | 277,65 |
| 6     | Loren Figueroa        | Vereinigte Staaten  | 277,60 |
| 7     | Noemi Bátki           | Italien             | 266,15 |
| 8     | Ekaterina Fedorchenko | Russland            | 258,70 |

Vorkampf, Halbfinale und Finale fanden am 16. August statt.

#### 3-Meter-Kunstspringen
| Platz | Athletin        | Land                | Punkte |
| ----- | --------------- | ------------------- | ------ |
| 1     | He Zi           | Volksrepublik China | 384,70 |
| 2     | Wang Han        | Volksrepublik China | 370,00 |
| 3     | Paola Espinosa  | Mexiko              | 323,60 |
| 4     | Kelci Bryant    | Vereinigte Staaten  | 312,75 |
| 5     | Hanna Pysmenska | Ukraine             | 310,95 |
| 6     | Diana Chaplieva | Russland            | 290,45 |
| 7     | Olena Fedorowa  | Ukraine             | 290,25 |
| 8     | Bianca Alvarez  | Vereinigte Staaten  | 277,55 |
| 9     | Arantxa Chávez  | Mexiko              | 274,80 |
| 10    | Felicitas Lenz  | Deutschland         | 264,65 |
| 11    | Jenifer Benítez | Spanien             | 263,15 |
| 12    | Yan Yee Ng      | Malaysia            | 246,50 |

Vorkampf, Halbfinale und Finale fanden am 20. August statt.

#### 10-Meter-Turmspringen
| Platz | Athletin              | Land                   | Punkte |
| ----- | --------------------- | ---------------------- | ------ |
| 1     | Paola Espinosa        | Mexiko                 | 385,25 |
| 2     | Pandelela Rinong Pamg | Malaysia               | 381,75 |
| 3     | Wang Xin              | Volksrepublik China    | 370,55 |
| 4     | Noemi Bátki           | Italien                | 344,75 |
| 5     | Chen Ni               | Volksrepublik China    | 343,25 |
| 6     | Julija Prokoptschuk   | Ukraine                | 335,70 |
| 7     | Mai Nakagawa          | Japan                  | 332,05 |
| 8     | Tatiana Ortiz         | Mexiko                 | 312,80 |
| 9     | Sarah Barrow          | Vereinigtes Königreich | 296,05 |
| 10    | Jennifer Cowen        | Vereinigtes Königreich | 293,00 |
| 11    | Kim Un-hyang          | Nordkorea              | 289,40 |
| 12    | Olga Vintonyak        | Russland               | 281,95 |

Vorkampf, Halbfinale und Finale fanden am 18. August statt.

#### 3-Meter-Synchronspringen
| Platz | Athletinnen                       | Land                | Punkte |
| ----- | --------------------------------- | ------------------- | ------ |
| 1     | He Zi Wang Han                    | Volksrepublik China | 334,20 |
| 2     | Olena Fedorowa Hanna Pysmenska    | Ukraine             | 301,50 |
| 3     | Bianca Alvarez Carrie Dragland    | Vereinigte Staaten  | 292,50 |
| 4     | Paola Espinosa Arantxa Chávez     | Mexiko              | 284,10 |
| 5     | Mun Yee Leong Yan Yee Ng          | Malaysia            | 272,40 |
| 6     | Ri Yong-hui Kim Un-hyang          | Nordkorea           | 260,88 |
| 7     | Diana Chaplieva Natalia Zamyatina | Russland            | 237,27 |
| 8     | Choi Sut Ian Choi Sut Kuan        | Macau               | 223,44 |

Das Finale fand am 22. August statt.

#### 10-Meter-Synchronspringen
| Platz | Athletinnen                           | Land                   | Punkte |
| ----- | ------------------------------------- | ---------------------- | ------ |
| 1     | Wang Xin Chen Ruolin                  | Volksrepublik China    | 349,98 |
| 2     | Paola Espinosa Tatiana Ortiz          | Mexiko                 | 330,48 |
| 3     | Pandelela Rinong Pamg Mun Yee Leong   | Malaysia               | 316,98 |
| 4     | Amy Cozad Amy Korthauer               | Vereinigte Staaten     | 308,43 |
| 5     | Kim Un-hyang Jang Ji-hye              | Nordkorea              | 295,32 |
| 6     | Julija Prokoptschuk Alina Tschaplenko | Ukraine                | 289,56 |
| 7     | Sarah Barrow Jennifer Cowen           | Vereinigtes Königreich | 270,54 |
| 8     | Olga Vintonyak Natalja Gontscharowa   | Russland               | 264,30 |

Das Finale fand am 19. August statt.

#### Team
| Platz | Athletinnen                                                                                       | Land                   | Punkte  |
| ----- | ------------------------------------------------------------------------------------------------- | ---------------------- | ------- |
| 1     | Shi Tingmao Chen Ye He Zi Wang Han Wang Xin Chen Ni Chen Ruolin                                   | Volksrepublik China    | 2674,18 |
| 2     | Kelci Bryant Loren Figueroa Bianca Alvarez Katherine Bell Amy Cozad Carrie Dragland Amy Korthauer | Vereinigte Staaten     | 2373,03 |
| 3     | Jun Hoong Cheong Mun Yee Leong Yan Yee Ng Pandelela Rinong Pamg                                   | Malaysia               | 2336,23 |
| 4     | Hanna Pysmenska Wiktorija Potechina Olena Fedorowa Julija Prokoptschuk Alina Tschaplenko          | Ukraine                | 2231,81 |
| 5     | Ekaterina Fedorchenko Natalia Zamyatina Diana Chaplieva Olga Vintonyak Natalja Gontscharowa       | Russland               | 2071,32 |
| 6     | Tatiana Ortiz Paola Espinosa Arantxa Chávez                                                       | Mexiko                 | 2035,63 |
| 7     | Ri Yong-hui Kim Un-hyang Jang Ji-hye                                                              | Nordkorea              | 1977,80 |
| 8     | Choi Sut Ian Choi Sut Kuan                                                                        | Macau                  | 0933,54 |
| 9     | Noemi Bátki Annapaola Tocchio                                                                     | Italien                | 0817,90 |
| 10    | Sarah Barrow Jennifer Cowen                                                                       | Vereinigtes Königreich | 0804,34 |

Für die Teamwertung zählten die zwei besten Ergebnisse jeder Mannschaft in den Vorkämpfen im 1-Meter- und 3-Meter-Kunstspringen sowie im 10-Meter-Turmspringen. Hinzu kamen die Finalergebnisse im 3-Meter- und 10-Meter-Synchronspringen. Die Wertung bestand somit aus acht Einzelergebnissen und die Gesamtwertung stand nach dem letzten Wettkampf am 22. August fest.

## Medaillenspiegel
| Platz  | Land                | Gold | Silber | Bronze | Gesamt |
| ------ | ------------------- | ---- | ------ | ------ | ------ |
| 1      | Volksrepublik China | 11   | 2      | 2      | 15     |
| 2      | Mexiko              | 1    | 3      | 3      | 7      |
| 3      | Russland            | –    | 2      | 2      | 4      |
| 4      | Ukraine             | –    | 2      | 1      | 3      |
|        | Vereinigte Staaten  | –    | 2      | 1      | 3      |
| 6      | Malaysia            | –    | 1      | 2      | 3      |
| 7      | Japan               | –    | –      | 1      | 1      |
| Gesamt | Gesamt              | 12   | 12     | 12     | 36     |